# 만철조사부 사건
만철조사부 사건(일본어: 満鉄調査部事件 만테츠쵸사부지켄[*])이란 제2차 세계대전 중 남만주철도조사부의 많은 직원들이 관동군 헌병대에 검거된 사건이다. 전조인 합작사 사건(合作社事件, 1941년)과 1, 2차 만철조사부사건(각각 1942년, 1943년)이 총 3차례 있었다.
만주철도조사부(약칭 만철조사부, 조사부)는 1939년 확충되어 인원이 증강되었다. 이에 일본 내지에서 활동할 수 없게 된 대졸 좌익 경력자들이 전향하여 다수 만철조사부에 취업했다. 그들은 내지에서는 불가능해진 마르크스주의 방법론으로 사회학 연구분석에 종사했으며, 그 연구 결과는 관동군 헌병대를 중심으로 하는 만주국 치안당국의 감시의 눈을 강화시키는 데 일조했다.
『만주평론』 편집장이자 흥농업합작사 중앙회 직원이었던 사토 다이시로는 타치바나 시라키의 영향을 받은 인물로서, 1937년 1월 이후 북만주 빈장 성에서 빈농을 농업합작사(합작사는 협동조합의 일본 표현인즉 농업합작사란 농협을 뜻한다)으로 조직해 생산력을 향상시키고 농민의 자급구제가 가능하도록 도모하는 운동을 하고 있었다. 그런데 관동군 헌병대는 이것을 공산주의 전력자가 조직 재건을 시도하는 것으로 간주하고 사토를 비롯해 운동 관계자 50여명을 검거한다. 이것이 1941년 11월 합작사 사건이다.
합작사 사건 때 사토와 함께 검거된 협화회 직원 스즈키 코헤이는 헌병대 수사에 협조했다. 스즈키의 정보제공에 따라 헌병대는 조사부 내부 좌익분자로 지목된 구시마 카네사부로, 노노무라 카즈오, 호리에 무라이치 등 33명을 검거했다. 이것이 1942년 9월의 제1차 만철조사부 사건이다.
1차 검거 이후 만철는 좌익사상자 목록을 작성해 헌병대에 자진 제출, 이토 타케오, 이시도 키요토모 등 10명이 추가 검거되었다. 이것이 1943년 7월의 제2차 만철조사부 사건이다.
피검자들은 치안유지법 위반혐의로 기소되었다. 스즈에 겐이치 등 4명은 보석으로 석방되었다. 그 뒤 오오가미 스에히로, 사토 다이시로 등 5명은 옥사했고 이토 타케오 등 15명은 석방되었다. 나머지 20명은 1945년 5월 전원 집행유예 판결을 받았다. 헌병대는 피검인들에게 재만 일본인의 동향을 탐구하게 하는 프락치 노릇을 시키려 했고, 이를 거절한 이시도 등은 군소집 영장을 받고 전쟁터로 끌려갔다.

## 참고 자료
- 関東憲兵隊司令部編　『在満日系共産主義運動』【復刻版】　極東研究所出版会、1969年。
- 石堂清倫　『わが異端の昭和史』(上下)、 平凡社ライブラリー、2001年。ISBN 4-582-76405-3、ISBN 4-582-76410-X。
- 小林英夫・福井紳一　『満鉄調査部事件の真相；新発見史料が語る「知の集団」の見果てぬ夢』　小学館、2004年。ISBN 4-09-626076-2。